# Polesine Parmense
Polesine Parmense – miejscowość i gmina we Włoszech, w regionie Emilia-Romania, w prowincji Parma.
Według danych na rok 2004 gminę zamieszkiwało 1509 osób, 60,4 os./km².
1 stycznia 2016 gmina przestała istnieć.